# Lucasfilm Games
Lucasfilm Games (w latach 1990–2021 znany jako LucasArts) – amerykański licencjodawca marki Star Wars dla producentów oprogramowania komputerowego. Dawniej wydawca i producent interaktywnego oprogramowania na konsole oraz komputery osobiste. Przedsiębiorstwo należy do LucasFilm będącego z kolei własnością Walt Disney Company.

## Historia
Przedsiębiorstwo zostało założone w maju 1982 roku jako część grupy Lucasfilm Limited, zajmującej się produkcją filmów George’a Lucasa. Początkowo spółka nazywała się Lucasfilm Games i produkowała gry dla komputerów Atari.
Pierwsze gry studia powstały w 1984 roku – Ballblazer i Rescue on Fractalus! i zostały wydane w 1985 roku na konsolę Atari 5200 oraz 8-bitowe komputery Atari. Pierwszy z tytułów to pierwszoosobowa, futurystyczna gra sportowa, z kolei Rescue on Fractalus! to pierwszoosobowy symulator lotu osadzony w realiach świata Gwiezdnych Wojen, gdzie gracz wciela się w pilota statku wahadłowego, którego celem jest uratowanie zestrzelonych pilotów. Niektóre gry wydane przez LucasArts osiągnęły sukces handlowy. Część z nich została nagrodzona tytułem Game of the Year (np. Grim Fandango), a także nagrody Academy of Interactive Arts & Sciences.
LucasArts była jedną z czołowych firm produkujących gry. Firma współpracowała z the Letterman Digital Arts Center w San Francisco. Najwięcej gier powstało na PC. Studio deweloperskie spółki LucasArts zostało zamknięte 3 kwietnia 2013 roku przez korporację The Walt Disney Company. Od tego momentu przedsiębiorstwo zajmuje się wyłącznie licencjonowaniem marki Star Wars dla innych producentów gier komputerowych.

## Gry

### Star Wars
Najsłynniejsze gry, które są także znakiem rozpoznawczym LucasArts, to wszelkie gry osadzone w świecie Gwiezdnych wojen. Większość z nich to gry zręcznościowe takie jak Star Wars Jedi Knight: Dark Forces II, Star Wars Jedi Knight II: Jedi Outcast, Star Wars Jedi Knight: Jedi Academy, Star Wars: Battlefront, Star Wars: Battlefront II, Star Wars: Republic Commando, Lego Star Wars: The Video Game czy Star Wars: The Force Unleashed. W grach z serii Star Wars znajdują się również liczne symulatory lotów (np. X-Wing), a także kilka gier strategicznych, m.in. gra Star Wars: Empire at War, która doczekała się dodatku – Star Wars: Empire at War: Forces of Corruption. Powstała także gra na telefony Tiny Death Star.

### Indiana Jones
Drugą najsłynniejszą serią gier LucasArts są gry, w których gracz może wcielić się w Indianę Jonesa. Najsłynniejsze z nich to Indiana Jones and the Last Crusade: The Graphic Adventure, Indiana Jones and the Fate of Atlantis, Indiana Jones and the Infernal Machine, Indiana Jones and the Emperor’s Tomb oraz Lego Indiana Jones: The Original Adventures. Najnowsze gry to: Indiana Jones and the Staff of Kings o oryginalnej historii oraz Lego Indiana Jones 2: The Adventure Continues, czyli druga część gry Lego, która zawiera w sobie poziomy nawiązujące do czwartego filmu serii.

### Monkey Island
Trzecią znaną serią LucasArts to gry opowiadające o przygodach młodego pirata Guybrusha Threepwooda, które uznawane są za jedne z najlepszych gier przygodowych tamtych czasów. Największym atutem tych gier był humor, wspaniała grafika i ciekawa fabuła.
LucasArts wydało cztery gry: The Secret of Monkey Island, Monkey Island 2: Le Chuck’s Revenge, The Curse of Monkey Island oraz Escape from Monkey Island (jedyna część z trójwymiarową grafiką). Kolejną grą z serii jest składająca się z pięciu epizodów Tales of Monkey Island, stworzona przez Telltale Games przy współpracy z LucasArts.
Ukazały się również specjalne edycje dwóch pierwszych gier z serii o poprawionej grafice i muzyce oraz dodanych głosach postaci: The Secret of Monkey Island: Special Edition (2009) oraz Monkey Island 2 Special Edition: LeChuck’s Revenge (2010).

### Star Wars 1313
Star Wars 1313 miała być przygodową grą akcji. Po zamknięciu studia LucasArts przez The Walt Disney Company prace nad projektem zostały przerwane. Podczas gdy gra była opracowywana w filii LucasArts, nowa produkcja przechodziła zintegrowaną koncepcję rozwoju, którą zajmowały się: Industrial Light & Magic, Lucasfilm Animation oraz Skywalker Sound. Tytuł gry został zastrzeżony w maju 2012, a miesiąc później gra została zaprezentowana na targach E3.
Gracz miał wcielić się w łowcę nagród poruszającego się po podziemnym poziomie 1313, w którym złoczyńcy i szmuglerzy próbują ukryć prawdę o swoich brudnych sprawkach. Gra miała posiadać dojrzałą fabułę, skierowaną tylko do dorosłych odbiorców. Rozgrywka miała się skupiać na dynamicznej walce przeplatanej z momentami skrytego eliminowania przeciwników. Główny bohater mógł używać wyłącznie broni, gadżetów i umiejętności zarezerwowanych dla łowców nagród, natomiast nie mógł korzystać z Mocy i miecza świetlnego.

### Lista wydanych gier
- Star Wars Best of PC
- Star Wars Galactic Battlegrounds
- Star Wars Galactic Battlegrounds: Clone Campaigns
- Star Wars: Battlefront
- Star Wars: Battlefront II
- Star Wars Demolition
- Star Wars: Empire At War
- Star Wars Galaxies: An Empire Divided
- Star Wars Galaxies: Episode III Rage of the Wookiees
- Star Wars Galaxies: Jump to Lightspeed
- Star Wars: Republic Commando
- Star Wars Starfighter
- Star Wars Jedi Knight: Dark Forces II
- Star Wars: Rebellion
- Jedi Knight II: Jedi Outcast
- Star Wars Jedi Knight: Jedi Academy
- Star Wars: Knights of the Old Republic II: The Sith Lords
- Star Wars Racer
- Star Wars: Yoda Stories
- Star Wars: Battle For Naboo
- Star Wars: Dark Forces
- Star Wars Episode I: The Phantom Menace
- Star Wars: Force Commander
- Star Wars Jedi Knight: Mysteries of the Sith
- Star Wars: Knights of the Old Republic
- Star Wars: Rebel Assault
- Star Wars: Rebel Assault II – The Hidden Empire
- Star Wars: Rogue Squadron
- Star Wars: Shadows of the Empire
- Star Wars: Super Return of the Jedi
- Star Wars: TIE Fighter
- Star Wars: TIE Fighter: Defender of the Empire
- Star Wars: X-Wing
- Star Wars: X-Wing Alliance
- Star Wars: X-Wing vs. TIE Fighter
- Star Wars: X-Wing vs. TIE Fighter: Balance of Power Campaigns
- Star Wars: X-Wing: B-Wing
- Star Wars: X-Wing: Imperial Pursuit
- Star Wars: Empire at War: Forces of Corruption
- Afterlife
- Armed and Dangerous
- Ballblazer
- Ballblazer Champions
- Battlehawks 1942
- Do 335 Pfeil Tour Of Duty
- Escape from Monkey Island
- Full Throttle
- Grim Fandango
- He-162 Volksjaeger Tour Of Duty
- Indiana Jones and his Desktop Adventures
- Indiana Jones and the Fate of Atlantis
- Indiana Jones and the Last Crusade: The Action Game
- Indiana Jones and the Last Crusade: The Graphic Adventure
- Indiana Jones and the Emperor’s Tomb
- Indiana Jones and the Infernal Machine
- Lego Indiana Jones: The Original Adventures
- Lego Star Wars II: The Original Trilogy
- Loom
- Maniac Mansion
- Maniac Mansion II: Day of the Tentacle
- Monkey Island 2: LeChuck’s Revenge
- Mortimer and the Riddles of the Medallion
- Night Shift
- Outlaws
- P-38 Lightning Tour Of Duty
- P-80 Shooting Star Tour Of Duty
- PHM Pegasus
- Pipe Dream
- Rescue on Fractalus!
- Sam & Max Hit the Road
- Secret Weapons Over Normandy
- Secret Weapons of the Luftwaffe
- Star Wars Galaxies: Starter Kit
- Star Wars Galaxies: The Total Experience
- Star Wars Galaxies: The Complete Online Adventures
- Star Wars Galaxies: Trials of Obi-Wan
- Strike Fleet
- The Curse of Monkey Island
- The Dig
- The Secret of Monkey Island
- Their Finest Hour: The Battle Of Britain
- Thrillville: Off the Rails
- Zak McKracken and the Alien Mindbenders